# Ngày lễ Giấy

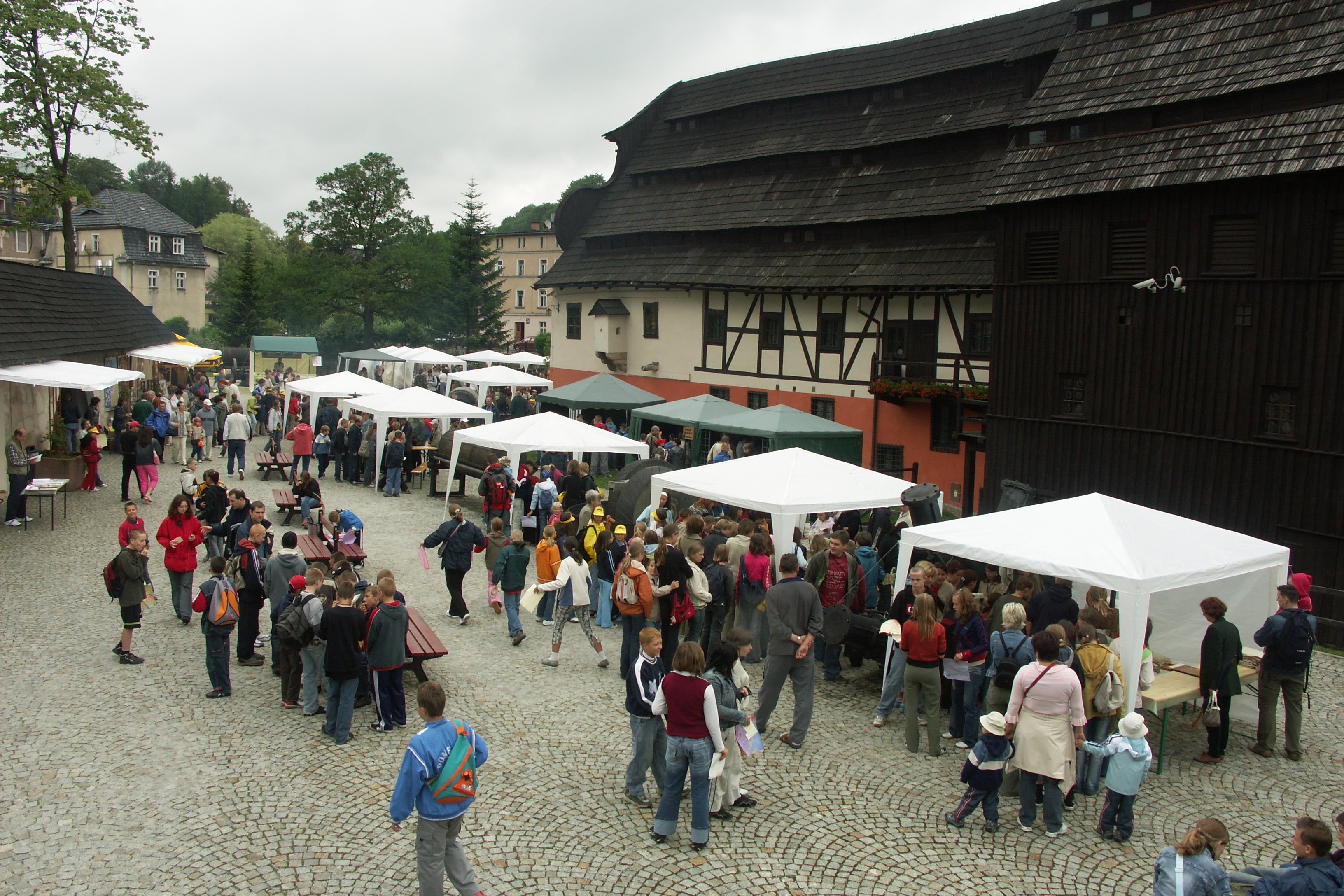
Ngày lễ Giấy tại viện bảo tàng Sản xuất giấy ở Duszniki-Zdrój

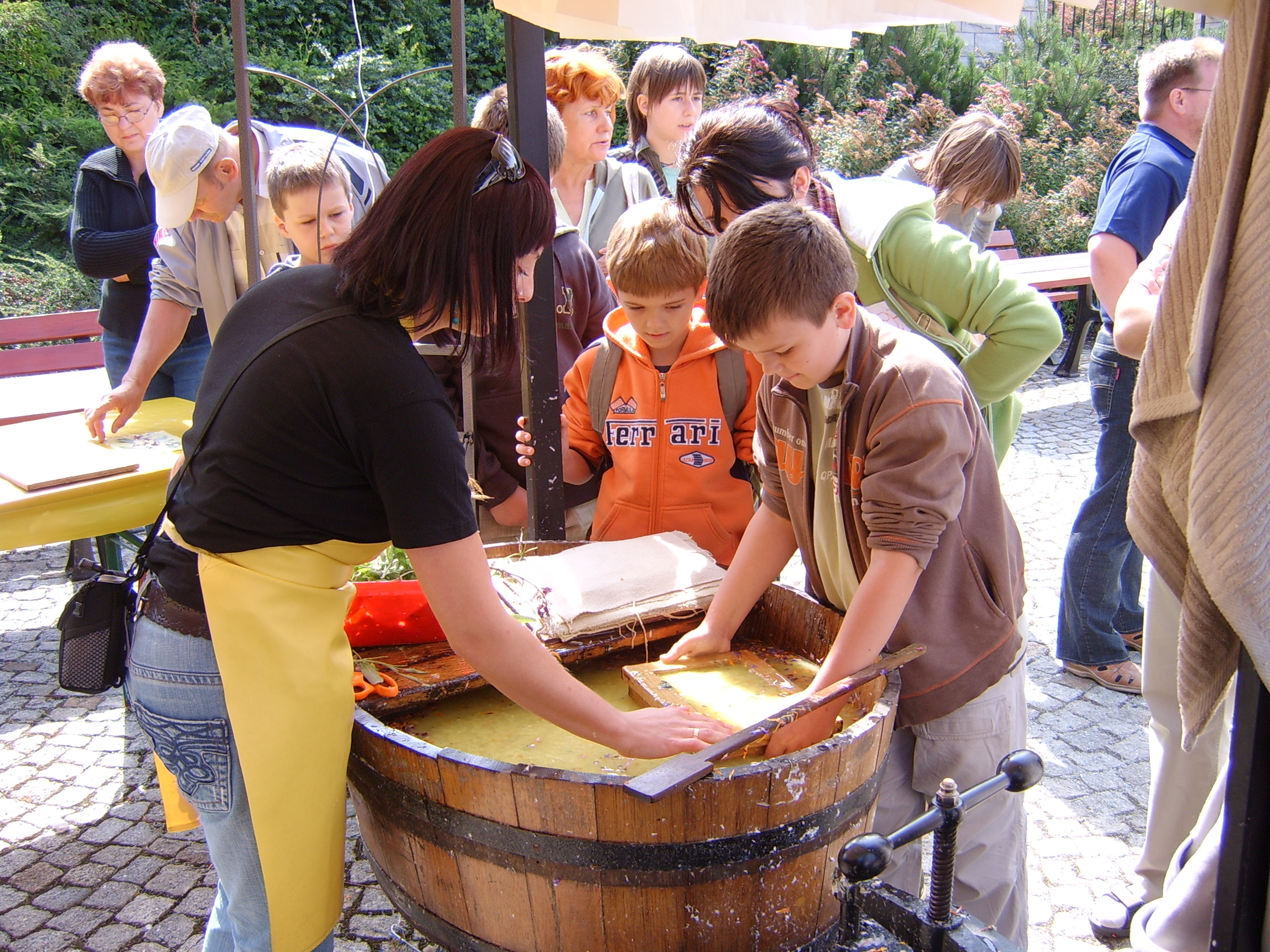
Các lớp học giấy vẽ.

Ngày lễ giấy (tiếng Ba Lan: Święto Papieru) là một Ngày lễ được Bảo tàng Sản xuất giấy ở Duszniki-Zdrój tổ chức hàng năm vào cuối tuần cuối tháng 7, bắt đầu từ năm 2001.
Mục đích của sự kiện là thúc đẩy kiến thức về giấy, lịch sử, tầm quan trọng giấy đối với sự phát triển nền văn minh và vai trò trong thế giới ngày nay. Các chủ đề sinh thái học cũng được trưng bày trong Ngày lễ.
Trong "Lễ giấy", các sự kiện diễn ra như sau:
- Tham quan miễn phí các triển lãm của Bảo tàng sản xuất Giấy,
- Vẽ và tô màu lên giấy, trải nghiệm các thuộc tính của giấy bằng thiết bị cổ, in trên giấy thủ công,
- Vẽ đồ họa trên giấy (linocut, monotype)
- Cuộc thi kỹ năng cho trẻ em.

Năm 2008, sự kiện này được tổ chức trong khuôn khổ lễ kỷ niệm 40 năm Bảo tàng sản xuất Giấy, dưới sự tài trợ của Bộ trưởng Bộ Văn hóa và Di sản Quốc gia và Nguyên soái Hạ Śląskie:
- 26 - 27 tháng 7 tổ chức tại bảo tàng ở Duszniki,
- Ngày 2 - 3 tháng 8 tại Thành phố Arsenał ở Wrocław.

Năm 2010, vào ngày 24-25 tháng 7, ngày lễ Giấy lần thứ X đã được tổ chức. Khoảng 10.000 người đã đến thăm bảo tàng sản xuất giấy trong sự kiện .
Năm 2017, ngày lễ giấy lần thứ XVII đã được tổ chức. Hai triển lãm mới đưa vào hoạt động: "Tiền giấy Ba Lan" và "Triển lãm nghệ thuật giấy" .